# Lionel Letizi
Lionel Letizi (ur. 28 maja 1973 w Nicei) – francuski piłkarz, wychowanek OGC Nice. W Ligue 1 zadebiutował w meczu Girondins Bordeaux: OGC Nice (1:0) 28 lipca 1994. Od sezonu 1993/1994 podstawowy bramkarz zespołu z Nicei. W roku 1996 przeszedł do FC Metz, w którym grał przez 4 lata. W tym okresie z powodzeniem występował na boiskach ligi francuskiej i w europejskich pucharach. W 2001 roku trafił do Paris Saint-Germain w którym grał do końca sezonu 05/06. W sezonie 2006/2007 był zawodnikiem szkockiego Rangers F.C. Od lata 2007 do 2011 ponownie grał w OGC Nice.
Do największych sukcesów Letiziego należą: Puchar i wicemistrzostwo Francji 2004 z Paris Saint-Germain, Mistrzostwo drugiej ligi francuskiej 1994 (OGC Nice), Finał Pucharu Ligi 1999 (FC Metz).
Letizi zadebiutował w reprezentacji swojego kraju meczem Francja: RPA (2:1) w Lens. W sumie zagrał w niej 4-krotnie.